# Malaria Consortium
Malaria Consortium es una organización internacional sin ánimo de lucro especializada en el control integral de la malaria y otras enfermedades transmisibles, especialmente las que afectan a niños menores de cinco años.
Fundada en 2003, Malaria Consortium trabaja en África y Asia-Pacífico con el objetivo de combatir la malaria y las enfermedades tropicales desatendidas, así como de mejorar la salud infantil. Es una organización técnica especializada que trabaja con gobiernos y socios para reforzar la prestación de servicios sanitarios.
Tiene su sede en el Reino Unido, oficinas regionales en África y Asia, y oficinas nacionales en Burkina Faso, Camboya, Chad, Etiopía, Mozambique, Myanmar, Nigeria, Sudán del Sur, Tailandia, Togo y Uganda.

## Operaciones
La malaria y, en general, el control de parásitos, es fundamental en la estrategia de Malaria Consortium. Se centra en la prevención, el control, el diagnóstico y el tratamiento de enfermedades parasitarias, como el malaria, la neumonía, la diarrea, el dengue y las enfermedades tropicales desatendidas. Otras operaciones incluyen la mejora de los sistemas sanitarios en el contexto de las enfermedades tropicales desatendidas, la investigación y el seguimiento, y la incidencia y el desarrollo de políticas nacionales e internacionales.  
La organización pretende hacer más accesible la atención sanitaria a las comunidades de África y Asia, especialmente en lo que respecta a los niños menores de cinco años, las mujeres embarazadas y las poblaciones migrantes. La estrategia de intervención se basa generalmente en la gestión comunitaria integrada de casos y la gestión comunitaria de la desnutrición aguda, o una combinación de ambas. La gestión comunitaria integrada de casos es un enfoque que abarca la provisión de tratamiento a domicilio para enfermedades infantiles, desnutrición o enfermedades tropicales desatendidas. Implica reforzar la disponibilidad y la calidad de la atención en las comunidades. Para este fin, el Malaria Consortium forma a voluntarios. Como parte de su estrategia de gestión comunitaria de la desnutrición aguda, la organización también financia intervenciones de promoción de la salud y difusión de mensajes.
La estrategia de control y prevención del parásito del Malaria Consortium incluye el control de vectores mediante la distribución de mosquiteros tratados con insecticidas de larga duración, la fumigación de interiores con insecticidas de acción residual, la educación y la vigilancia de datos. Malaria Consortium lidera, por ejemplo, el proyecto Beyond Garki, una iniciativa para recopilar datos epidemiológicos sobre la evolución del malaria. También apoya campañas de quimioprevención estacional de la malaria (en inglés: seasonal malaria chemoprevention, SMC), y es la mayor organización que lleva a cabo campañas de quimioprevención en el Sahel. En este programa se administran medicamentos preventivos a niños pequeños en forma de pastillas. Las pastillas se dan a los niños durante la temporada de alta transmisión. Al principio, estas pastillas son distribuidas al niño por un trabajador sanitario local capacitado, y más tarde por el responsable del niño. Además de suministrar los medicamentos, Malaria Consortium ayuda a desarrollar material de formación y a formar al personal local. Desde 2012, la Organización Mundial de la Salud (OMS) recomienda el SMR como tratamiento contra la malaria en la región subsaheliana de África.
Malaria Consortium comenzó como un consorcio de investigación dentro de la Escuela de Higiene y Medicina Tropical de Londres y en un principio estaba financiado únicamente por el Departamento de Desarrollo Internacional del Reino Unido (DFID, la Administración de Desarrollo de Ultramar antes de 1997). La investigación sigue siendo un aspecto importante de la estrategia del Malaria Consortium y la organización publica investigaciones en revistas académicas y de acceso abierto. Por ejemplo, colaboró con el Centro Nacional Camboyano de Parasitología, Entomología y Control de la Malaria y con la OMS, contribuyendo a la investigación sobre el uso de peces Guppy como parte de una estrategia integrada para el control del dengue.
Malaria Consortium elabora material didáctico con el objetivo de respaldar el avance de sus políticas y prácticas. La organización colabora a menudo con los gobiernos en intervenciones piloto y ofrece recomendaciones basadas en los resultados.
En 2021, Malaria Consortium recibió el estatus de organización de investigación independiente (en inglés, independent research organisation, IRO) por parte de Investigación e Innovación del Reino Unido, lo que la convierte en una de las dos únicas organizaciones no gubernamentales internacionales que ostentan este estatus en el Reino Unido.

## Financiación
La mayor parte del trabajo de Malaria Consortium se financia a través de subvenciones, contratos e ingresos por consultoría. Se trata principalmente de financiación restringida para llevar a cabo un proyecto concreto en un país específico o en varios países.
Una parte sustancial de la financiación global disponible para el SMR es financiación dirigida por donantes de GiveWell. Un informe de GiveWell de 2019 afirma que el 53% de los ingresos para el SMR procedieron de donaciones. Además, el 16% procedía de USAID y el 13% de UKAID. Otros financiadores importantes son el Fondo Mundial, el Project Management Institute, el Banco Mundial, Good Ventures y la Fundación Bill y Melinda Gates.

## Recepción
Desde 2016, el evaluador de organizaciones benéficas GiveWell incluyó el programa SMC en su lista de las 9 mejores organizaciones benéficas.
El SMC es el único programa del Malaria Consortium evaluado por GiveWell y lo recomiendan basándose en la sólida base de pruebas y la rentabilidad del programa, además de que hay margen para más financiación. También tienen experiencia en apoyar proyectos de este tipo a gran escala en siete países, con un éxito demostrado en alcanzar a una gran parte de los niños objetivo.